# Camp de Langenhagen-Hannover

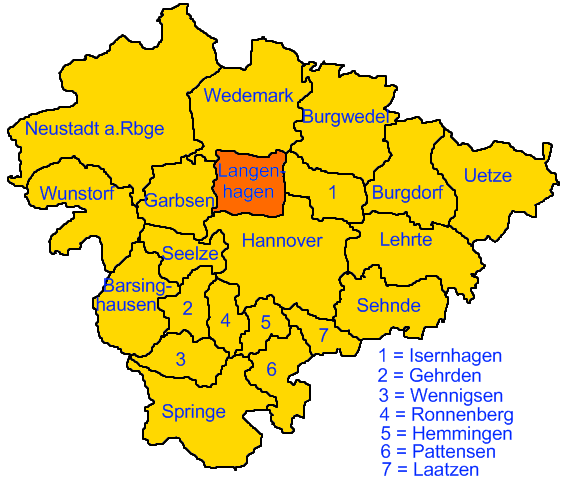
Localisation de Langenhagen par rapport à Hanovre.

Le camp de Langenhagen-Hannover est une unité de travail forcé dépendant du camp de concentration de Neuengamme et située dans la banlieue nord de Hanovre, dont les déportées étaient mises à la disposition des usines sidérurgiques Brinker Eisenwerke.

## Création
Fin septembre-début octobre 1944, la SS achemine à Hanovre, via les camps de Pruszków et du Stutthof, 500 déportées, pour la plupart originaires de Pologne et arrêtées lors du soulèvement de Varsovie. Ces détenues sont employées dans deux ateliers des usines sidérurgiques Brinker Eisenwerke. La section « Werk I », fabrique des munitions, la « Werk II », fabrique des pièces d'avions et effectue des réparations.
Vers la fin de la guerre, les usines Brinker Eisenwerke sont la cible de nombreux raids aériens alliés et, en janvier 1945, le camp de Langenhagen est touché par un bombardement qui fait au moins deux victimes. Le camp est abandonné et les détenues sont transférées au Kommando extérieur de femmes de Hanovre-Limmer.

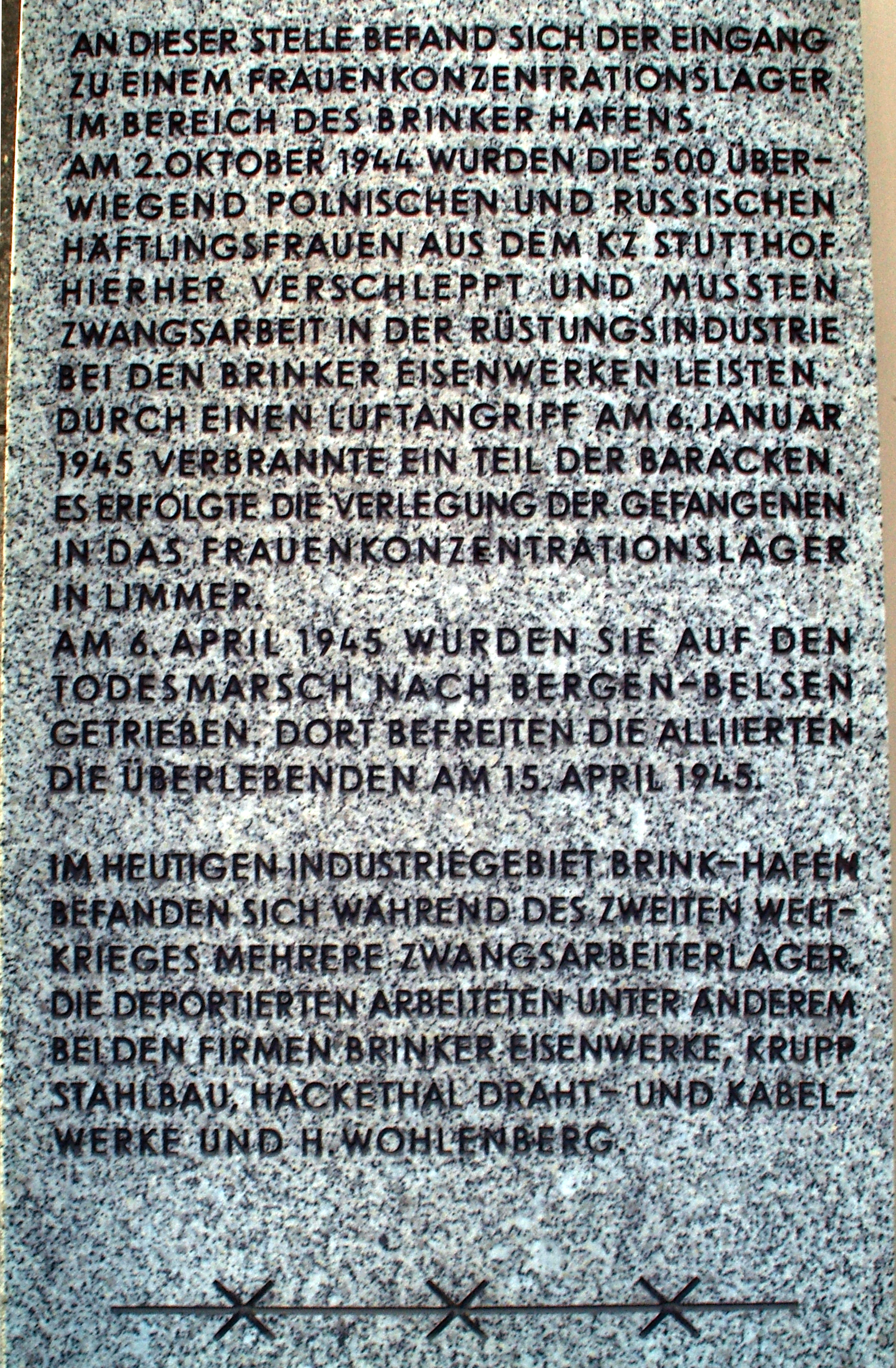
Mémorial dédié aux déportées du camp de Langenhagen.

## Mémorial
Depuis 2003, un mémorial érigé sur le site, à l’initiative du syndicat IG Metall Hannover, rappelle l'existence du camp de Langenhagen.

« Ici se trouvait l'entrée
d'un camp de concentration pour femmes
dans la zone portuaire de Brink.
Le 2 octobre 1944,
500 prisonnières du camp de concentration du Stutthof,
majoritairement polonaises et russes,
ont été déportées ici et ont été soumises au travail forcé
dans l'industrie de la défense pour Brinker Eisenwerke.
Lors d'une frappe aérienne le 6 janvier 1945,
le camp fut incendié et les déportées transférées
vers un camp de concentration pour femmes.
Le 6 avril 1945, elles furent emmenées vers Bergen-Belsen
lors d'une marche de la mort.
Les Alliés y ont libéré les survivantes le 15 avril 1945.
Dans la zone industrielle actuelle de Brink-Hafen,
se trouvaient, pendant la Seconde Guerre mondiale,
plusieurs camps de travaux forcés.
Les déportés travaillaient, entre autres,
dans les entreprises Brinker Eisenwerke, Krupp,
Hackethal et H. Wohlenberg.
À la mémoire des personnes assassinées
travailleurs forcés, prisonnières et
prisonniers des camps de concentration. »